# Dragonstomper
Dragonstomper é um RPG eletrônico da Atari 2600, programado por Stephen Landrum e publicado em 1982 pela Starpath. Dragonstomper segue as aventuras de um caçador de dragões, que recebe uma missão do rei para derrotar um dragão e recuperar um amuleto mágico que foi roubado. O jogador faz o seu caminho pelo campo vencendo vários adversários e ganhando ouro e experiência. Depois de ganhar força, o jogador entra em uma loja em uma vila oprimida, onde o equipamento pode ser comprado, soldados podem ser contratados e pergaminhos especiais podem ser obtidos para derrotar o dragão em seu covil. A parte final da jornada atravessa o covil do dragão, onde ele deve evitar uma série de armadilhas espalhadas pela caverna e derrotar o dragão.

## Jogo
Durante o primeiro segmento do jogo ("The Wilderness"), o objetivo do jogador é coletar dinheiro suficiente e valores para subornar o guarda da cidade para deixá-lo passar, ou para encontrar uma carteira de identidade que lhe permita permissão para fazê-lo livremente. De qualquer forma, o mundo superior é um vasto espaço aberto repleto de castelos, cabanas, igrejas e outras áreas que podem ser exploradas.
De vez em quando, uma batalha aleatória ocorrerá, anunciada pelas barras de abertura do tema Dragnet . O jogador e o inimigo se revezam atacando um ao outro até que um ou outro esteja morto; se o jogador expira (acompanhado por uma versão mais rápida de Taps sendo jogados), um simples toque no botão Reset o traz de volta à vida onde ele está, mas com todo seu ouro coletado perdido e sua Força e Destreza redefinidas aos valores normais. Pontos de experiência não existem no jogo, embora, de vez em quando, itens como pautas, poções ou anéis mágicos será encontrado nos despojos da batalha, ou dentro dos edifícios acima mencionados. Esses itens têm uma chance aleatória de aumentar ou diminuir a Força ou Destreza do jogador.
Os monstros consistem em grande parte de animais, insetos e aracnídeos de vários tipos, bem como de ocupações humanas (Maníacos, Guerreiros, etc.). Algumas criaturas com temas de fantasia, como o limo, também existem. O equipamento só está disponível na forma de um machado e um escudo que pode ser encontrado em vários locais ou monstros (as igrejas geralmente contêm escudos). Uma vez que o guarda da ponte o permita, o jogador pode avançar para a Aldeia Oprimida.
Três lojas diferentes estão disponíveis para o jogador lá - um hospital, uma loja de magia e uma loja de itens. Itens que não são mais necessários no Wilderness podem ser vendidos por ouro extra para usar para comprar ferramentas novas e úteis. Como o guarda da ponte diante deles, os três soldados têm que ser subornados (com ouro, rubis ou safiras) para se alistarem com o jogador. Além disso, poções de cura, feitiços para localizar e contornar armadilhas dentro da caverna do dragão e bens diversos (como cordas e arco e flechas) estão disponíveis para compra. Uma vez que o jogador se sente pronto, ele pode entrar na Caverna do Dragão, que é precedida por algumas barras.
A Caverna do Dragão é simplesmente um corredor comprido e estreito, alinhado por protuberâncias rochosas irregulares, sem monstros para lutar; o principal perigo são as armadilhas. Existem duas variedades - dardos envenenados que voam para trás e para frente em uma linha fixa, e painéis de piso invisíveis que, quando pisados, desencadeiam uma explosão inevitável de danos causados por flash. Esses painéis podem ser detectados com uma mágica, enquanto os dardos podem simplesmente ser executados. Conseguir navegar pelos perigos da caverna resultará em um buraco no chão que leva ao próprio dragão.
A luta com o dragão se alterna com o personagem-jogador e o dragão dando passos um para o outro em turnos. Se o jogador recrutou algum dos soldados, eles marcharam por conta própria até o dragão para ajudar a servir como uma distração e ocasionalmente causar dano (e receber dano). Com o supramencionado feitiço "Desbloquear", ainda é necessário passar com sucesso pelo Dragão e alcançar o amuleto em sua câmara isolada; sem esse feitiço, derrotar o dragão é a única chave para a vitória.

## Recepção
A Electronic Games em 1983 afirmou que o Dragonstomper "certamente atrairá todos os fãs de jogos de quests", com "mais espaço para ação interessante do que outros jogos".
AllGame premiou o jogo com cinco de cinco estrelas, chamando-o de "RPG surpreendentemente profundo e ambicioso" e "um título épico (e lamentavelmente esquecido)". A crítica elogiou que a "maravilha das mentiras de Dragonstomper" na magnitude e variedade de seus ambientes, que fornecem uma profundidade de jogabilidade geralmente reservada para títulos de computador doméstico desse gênero.
Em novembro de 2005, Ed Lin escrevendo para a Forbes nomeou Dragonstomper como "o melhor título já feito na história dos videogames americanos" por uma única pessoa. Lin destacou a engenhosidade do jogo, observando que "havia várias maneiras de resolver problemas. Poderíamos descer até o covil do dragão em uma corda ou simplesmente pular para baixo (e absorver algum dano)"